# Estrid dels Obotrites
Estrid (o Astrid) dels Obotrites (979 - 1035) fou una reina consort de Suècia i princesa dels Eslaus occidentals, casada amb el rei Olaf Skötkonung, a més de ser mare del rei Anund Jacob i de la Gran Princesa i santa russa Ingegerd Olofsdotter.

## Biografia
La llegenda diu que Estrid va ser portada a Suècia com a botí d'una guerra a la zona eslava occidental de Mecklenburg. El més probable és que fos oferta per al matrimoni com a ofrena de pau pel seu pare, un cap tribal delseslaus polabis obotrites. Es creu que va portar amb si una gran dot i que va introduiïr la seva influència eslava a la Suècia del moment, sobretot en l'artesania.
El seu espòs tenia una amant, Edla, que també venia de la mateixa zona i que probablement fou portada a Suècia durant la mateixa època. El rei tractava tant a Edla com a Estrid de la mateixa forma i va donar als fills d'ambdues els mateixos privilegis, encara que va ser amb Estrid amb qui es va casar i a qui va fer la seva reina.
La reina Estrid va ser batejada al costat del seu espòs, els seus fills i gran part de la cort sueca en 1008, quan la família real es va convertir al cristianisme. Tot i això, el rei va prometre respectar la llibertat de culte –Suècia no seria plenament cristiana fins a l'última guerra de religió entre Inge el Vell i Blot-Sven de 1084-1088.
Snorri Sturluson va escriure sobre ella, dient que era cruel amb els fills de Edla (Emund, Astrid i Holmfrid): "La reina Estrid era arrogant i incomprensiva amb els seus fillastres, de manera que el rei va enviar el seu fill Emund a Wendland, on va ser criat pels seus parents materns".
No se sap molt de la personalitat d'Estrid. Sturulson l'esmenta com una amant de la pompa i el luxe, així com dura i estricta amb els seus servents.

## Fills
- Ingegerd Olofsdotter, Gran princesa de Kiev i santa de l'Església ortodoxa, anomenada Anna a Rússia i casada amb Iaroslau I de Kiev, príncep de Nóvgorod i Kiev.
- Anund Jacob, rei de Suècia, va succeir al seu pare Olaf Skötkonung al voltant de l'any 1022.